# Cối tự hành Reihenwerfer
Reihenwerfer hoặc Mittler Schutzenpanzerwagen S307 (f) mit Reihenwerfer là một hệ thống cối tự hành được sử dụng bởi Wehrmacht trong Thế chiến II.

## Lịch sử
Sau Trận chiến nước Pháp năm 1940, một lượng lớn khí tài quân sự của Pháp đã rơi vào tay Đức. Hai khí tài bị thu giữ với số lượng khá lớn là máy kéo pháo bán bánh xích SOMUA MCG và súng cối 81 mm Brandt Mle 27/31. Vì quân Đức thiếu nguồn lực nên cả hai đều được cấp cho các đơn vị Đức. SOMUA MCG được cấp ký hiệu S307 (f) của Đức và mle 27/31 có ký hiệu GrW 278 (f).            

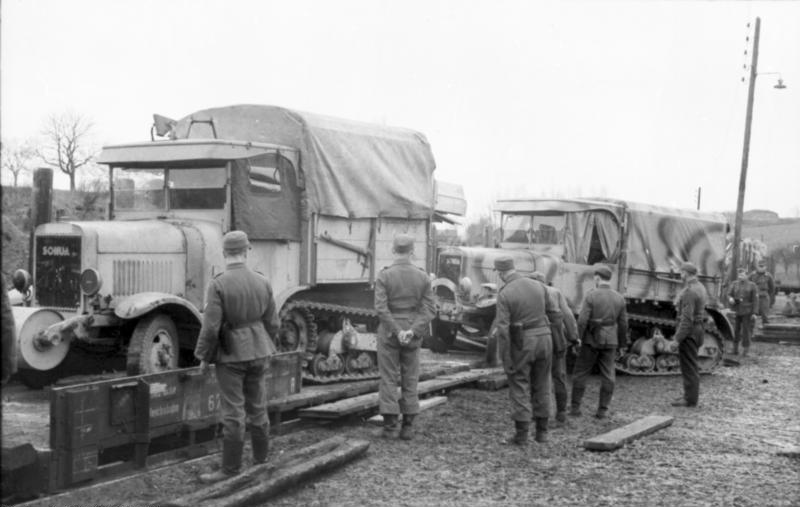
Máy kéo pháo SOMUA MCG của Pháp trong biên chế Đức.

Reihenwerfer bao gồm hệ thống 16 ống GrW 278 (f) chia thành hai hàng 8 ống được lắp chung trên một khung được gắn vào một bệ phía sau khung gầm xe S307 (f) bọc thép. Các khẩu súng cối và xe bán bánh xích được thiết kế lại bởi xưởng của Thiếu tá Alfred Becker (Baukommando Becker) ở Paris. Tất cả 16 ống pháo có thể được di chuyển qua 360 ° và nâng cùng nhau từ + 35 ° đến + 90 °, với các ống bên ngoài hướng ra ngoài một chút để tăng độ lan tỏa của lực cản. Xe mang theo 90 viên đạn sẵn sàng sử dụng và mỗi nòng giữ một viên đạn ở đầu ống cho đến khi bắn bằng cách kéo dây buộc. Sau đó, viên đạn trượt xuống ống cho đến khi nó chạm vào một chốt bắn làm nó phóng ra. Trong chiến đấu, tất cả 16 ống được bắn liên tiếp, nhưng không đồng thời để làm bão hòa khu vực mục tiêu. Reihenwerfer được triển khai bởi các đơn vị Đức ở miền Bắc nước Pháp trong cuộc đổ bộ Normandy.

## Thư viện ảnh

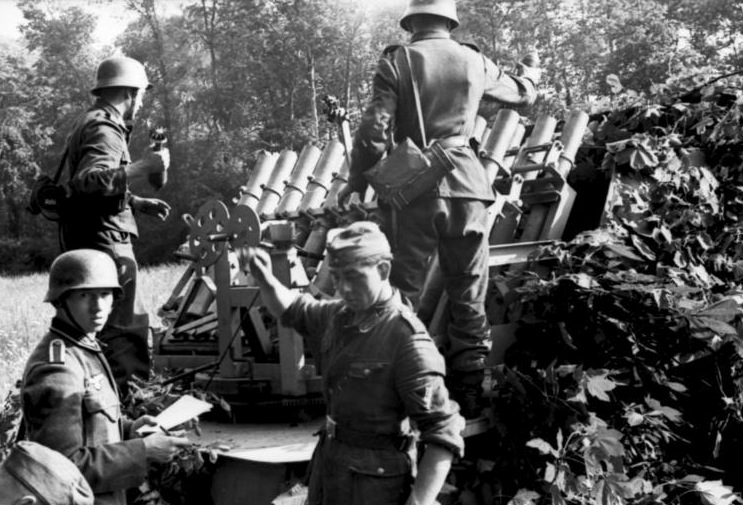
Khẩu đội vận hành một chiếc Reihenwerfer gần Riva-Bella (Bãi biển Sword), bờ biển Đại Tây Dương, miền Bắc nước Pháp vào ngày 30 tháng 5 năm 1944..